# Antonino Franzoni
Antonino Franzoni (Monreale, 6 marzo 1892 – Amba Araclam, 15 febbraio 1936) è stato un militare italiano, insignito della medaglia d'oro al valor militare alla memoria nel corso della guerra d'Etiopia.

## Biografia
Nacque a Monreale, in provincia di Palermo, il 6 marzo 1892, figlio di Antonio e Giuseppina Gruppi. Arruolatosi nel Regio Esercito come allievo sottufficiale nel 1909 in forza all'85º Reggimento fanteria, l'anno successivo fu promosso sergente ed assegnato al 53º Reggimento fanteria. Dall'ottobre 1911 prese parte alla guerra italo-turca in servizio nel 40º Reggimento fanteria. Ritornato in Italia nel novembre 1912 con la promozione a sergente maggiore, fu trasferito al 10º Reggimento bersaglieri, dove prestava servizio all'atto della dichiarazione di guerra contro l'Impero austro-ungarico, il 24 maggio 1915. Fu subito in zona di operazioni, venendo nominato aspirante ufficiale nel 1916 e trasferito al 9º Reggimento bersaglieri, dove nell'aprile 1917 fu promosso sottotenente, divenendo tenente nel giugno successivo. Promosso capitano nel 1918, al termine della Grande Guerra chiese, ed ottenne, di essere collocato in aspettativa per riduzione dei quadri. Nell’aprile 1935 fu richiamato in servizio attivo a domanda per le esigenze dell'Africa orientale e il 27 giugno sbarcò a Massaua con il 3º Reggimento bersaglieri in vista dell'inizio delle ostilità contro l'Impero d'Etiopia. Partecipò alle operazioni belliche della guerra d'Etiopia; cadde in combattimento sull'Amba Araclam il 15 febbraio 1936 e fu decorato con la medaglia d'oro al valor militare alla memoria. Una via di Monreale porta il suo nome.

### Fonti
1. 1 2 3 4 5 6  Combattenti Liberazione.
2. 1 2 3  Gruppo Medaglie d'Oro al Valor Militare 1965, p. 150.
3. ↑   Medaglia d'oro al valor militare Franzoni, Antonino, su quirinale.it, Quirinale. URL consultato l'11 luglio 2021.